# 智力
智力（英語：intelligence）是指生物一般性的精神能力。这个能力包括以下几点：推理、理解、计划、解决问题、抽象思维、表达意念以及语言和学习的能力。儘管智力的定义与重要性存在争论，特別是在主流刊物中，研究者们還是能夠在不少與智力相關的問題上持有共识。
智力测验被经常用作确定人的智力。这并不是无可争议的。一些研究者已经开始对智力进行研究，这种智力来自于人们的协作。
计算机科学促进了对人工智能领域的研究，这些研究旨在寻求如何使计算机以更加的方式运算。
很多人也已经在致力于地球外智慧生命（Extraterrestrial intelligence）存在的可能性研究。

## 智力的理论

### 心智量度理論
为了量化这一高低之别，人们提出用测试的方法去实现，这就是我们说的智力商数测试（智商测试）。
智力在狹窄的定義中是以智商來衡量。這些測驗在一定的程度上有它的可靠性，但它不是用來量度創造力、個性、性格或智慧。智力測驗有很多方式，但全都是量度相同的智力。g因素一直被认为是智力测验中的一个主要测量因素。（见g因素理论）。
一些研究員曾經建議智力不是一個單一的數量或概念而是包含著一組相對獨立的能力。

#### 智力三因素理论
罗伯特·斯腾伯智（Robert Sternberg）提出了智力的三因素理论，认为智力包括三个部分——成分、经验和情境。
1. 成分性智力（componential intelligence）是指思维和问题解决等所依赖的心理过程。
2. 经验智力（experiential intelligence）是指人们在两种极端情况下处理问题的能力：新异的或常规的问题。
3. 情境智力（contextual intelligence）反映是在对日常事物的处理上。它包括对新的和不同环境的适应，选择合适的环境以及有效地改变环境以适应你的需要。

#### 多元智能理論
哈佛大學心理學家加德納在1983年提出了多元智能理論。他認為過去對智力的定義過於狹窄，未能正確反映一個人的真實能力。他在《心智的架構》（Frames of Mind）這本書裡提出，人類的智能至少可以分成七個範疇（後來增加至八個）：
1. 邏輯 （logical）
2. 語言文字（linguistic）
3. 空間（spatial）
4. 音樂（musical）
5. 肢體運作（kinesthetic）
6. 內省（intra-personal）
7. 人際（inter-personal）
8. 自然探索（naturalist）

詳細內容請參考多元智能理論條目。

#### 情緒智商
丹尼尔·高尔曼（Daniel Goleman）和其他几个研究者，揭露了情緒智商（简称情商EQ，Emotion Quotient）的概念并声称它至少像更传统的“智力”一样重要。
多元智能理论的支持者们通常认为，对g8因素的测量是对学业能力的最佳测量方法。他们认为其他种类的智能在学校教育之外会同等重要。
作为回应，g8因素的研究者认为，在进行实际测量的时候（hunt2001）多元智能理论还没有诞生。他们还指出，g8因素对个人行为有根本性的影响，个人的工作表现也不例外。（坎贝尔，Campbell, 1991）。

### 認知理論
智力的認知理論代表是信息加工理论，由斯腾伯格提出。信息加工理论包括了以下三個核心觀念：
- 元成分
- 执行成分
- 知识习得成分

## 爭議
研究人類智力的學者面臨了許多輿論的批判—甚至多到一般科學家所無法忍受的地步。一些備受爭議的課題包括：
- 從心智量度理論以及以常理方式看待這個主題的差異
- 智力在每日生活中的重要性 (Berkin Çaygür)
- 遗传因素和环境因素對人類智力的影響（先天与后天）
- 不同種族及性別的智力差異，以及這些差異的來源和意義（种族与智力）

## 外部連結
- Mainstream Science on Intelligence: An Editorial With 52 Signatories, History, and Bibliography （页面存档备份，存于）
- Human Intelligence （页面存档备份，存于）